# 非洲奈氏鱈
非洲奈氏鱈（学名：Nezumia africana）為輻鰭魚綱鱈形目鼠尾鱈科的其中一種。分布於中西大西洋的幾內亞灣，棲息在中水層，約水深732公尺，體長可達24.2公分，生活習性不明。
其种加词“africana”意为“非洲的”。